# U 2 (U-Boot, 1935)
U 2 war ein deutsches U-Boot vom Typ II A, das im Zweiten Weltkrieg von der Kriegsmarine eingesetzt wurde.

## Geschichte
Der Bauauftrag für das Boot wurde am 2. Februar 1935 an die Deutsche Werke, Kiel vergeben. Die Kiellegung erfolgte am 11. Februar 1935, der Stapellauf am 1. Juli 1935, die Indienststellung unter Kapitänleutnant Hermann Michahelles am 25. Juli 1935.
Das Boot wurde von Juli 1935 bis August 1939 als Schulboot im Schulverband der U-Schule bzw. der U-Boot-Schulflottille eingesetzt. Bei der Invasion Norwegens (Unternehmen Weserübung) diente es von März 1940 bis April 1940 als Frontboot, wurde dann aber wieder bis zum 8. April 1944, seiner Versenkung, als Schulboot der bei der U-Bootschulflottille eingesetzt, die dann ab Juli 1940 umbenannt in 21. U-Flottille in Pillau stationiert war.

## Einsatzstatistik

### Erste Feindfahrt
Das Boot lief am 15. März 1940 um 8:00 Uhr von Kiel aus und lief am selben Tag um 16:30 Uhr in Brunsbüttel zum Anbringen des Eisschutzes ein. Die Besatzung übernachtete in Brunsbüttel und lief am nächsten Tag um 8:00 Uhr wieder von dort aus. U 2 lief am 29. März 1940 um 18:15 Uhr in Wilhelmshaven ein. Auf dieser 13 Tage dauernden und 1.185,5 sm über und 248,5 sm unter Wasser langen Unternehmung in der Nordsee, vor Lindesnes, wurden keine Schiffe versenkt oder beschädigt. Am 26. März 1940 erhielt es einen Notruf von U 21, das vor der Insel Odknuppen am Eingang zum Odfjord in Norwegen auf Grund gelaufen war und es aus eigener Kraft nicht schaffte, freizukommen. Dies wurde jedoch ignoriert, weil andere Boote näher dran waren.

### Zweite Feindfahrt
Das Boot lief am 4. April 1940 um 12:00 Uhr von Wilhelmshaven zum Unternehmen Weserübung aus und am 15. April 1940 um 12:20 Uhr wieder dort ein. Auf dieser 11 Tage dauernden und 991 sm über und 212 sm unter Wasser langen Unternehmung in der Nordsee, vor Lindesnes, wurden keine Schiffe versenkt oder beschädigt. Am 5. April 1940 schoss das britische U-Boot HMS Unity (N 66) drei Torpedos auf das Boot, die alle verfehlten. Am 10. April wurde es von einer Wellington angegriffen, wobei kein Schaden verursacht wurde. Am nächsten Tag wurden bei einem Tauchgang Schäden am Tiefenruder festgestellt, woraufhin umgehend die Patrouille abgebrochen und der Rückmarsch unter Wasser angetreten wurde.

## Verbleib
U 2 sank am 8. April 1944 um 7:15 in der Ostsee westlich von Pillau nach einer Kollision mit dem deutschen Fischkutter Helmi Söhle (Position: 54°48' Nord – 19°55' Ost). Es gab 17 Tote und 18 Überlebende. Unter den Überlebenden befand sich auch Wilhelm Hennis. Das Boot wurde am 9. April 1944 gehoben, außer Dienst gestellt und in Pillau im Seekanal ausgeschlachtet.